# Amfidamant (fill de Licurg)
Segons la mitologia grega, Amfidamant (en en grec antic: Ἀμφιδάμας, llatí: Amphidamas) va ser un príncep arcadi, fill del rei Licurg i de Cleòfile o d'Eurínome.
Era germà d'Anceu, Èpoc i Iasos. Segons la Biblioteca d'Apol·lodor, Amfidamant va tenir dos fills, Hipòmenes, el marit d'Atalanta, i Antimaquis que es va casar amb el rei Euristeu de Tirint.
Segons Pausànias i Apol·loni de Rodes era fill d'Àleu i, per tant, germà de Licurg, Cefeu i Auge. Higí afegeix que va participar en l'expedició dels argonautes.